# Северное Борнео на летних Олимпийских играх 1956
Северное Борнео участвовало в летних Олимпийских играх 1956 в Мельбурне. Это было единственное появление страны на Играх, так как позже Северное Борнео вошло в состав Малайзии. Страна была представлена двумя легкоатлетами, но ни один из них не пробился в финал.

## Знаменосец
| # | Год, Место     | Сезон | Имя Фамилия      | Вид спорта      |
| - | -------------- | ----- | ---------------- | --------------- |
| 1 | 1956, Мельбурн | Лето  | Габух Бин Пигинг | Лёгкая атлетика |

## Лёгкая атлетика
Спортсменов — 2
Мужчины
| Спортсмен        | Дисциплина     | Квалификация | Квалификация | Финал     | Финал     |
| Спортсмен        | Дисциплина     | Результат    | Место        | Результат | Место     |
| ---------------- | -------------- | ------------ | ------------ | --------- | --------- |
| Габух Бин Пигинг | Тройной прыжок | 14,55        | 24           | Не прошёл | Не прошёл |
| Сиум Бин Диау    | Тройной прыжок | 14,09        | 28           | Не прошёл | Не прошёл |